# Xã Paint, Quận Madison, Ohio
Xã Paint (tiếng Anh: Paint Township) là một xã thuộc quận Madison, tiểu bang Ohio, Hoa Kỳ. Năm 2010, dân số của xã này là 556 người.